# Société mathématique hellénique
La Société mathématique hellénique (en grec moderne : Ελληνική Μαθηματική Εταιρεία) est la société mathématique nationale de la Grèce et elle est membre de la Société mathématique européenne.

## Publications
La Société publie le Bulletin of the Greek Mathematical Society.